# Streckmusseron
Streckmusseron (Tricholoma portentosum) är en ätbar svampart som hör det stora släktet Tricholoma. Den hör till de svampar  som brukar kallas musseroner och växer i skogslandskap i Europa och Nordamerika.

## Beskrivning
Hatten är först klockformad med inböjd kant, men får sedan en mer utbredd välvd form med puckel. Bredden på hatten är upp till 8–12 centimeter och färgen är silvergrå till ljust gråbrun med gråsvarta strimmor. Oftast mörknar hatten i färg mot mitten. Skivorna är sitter ganska glest och har en blekgul till ljusgul färg. Foten blir 8–12 centimeter hög och når en diameter på ungefär 2 centimeter. Till färgen är foten vitaktigt med ett mer eller mindre framträdande litet ljusgulaktigt inslag. Svampens kött är vitt och har en mild doft och smak av mjöl.

## Förväxlingsrisk
Streckmusseron kan ibland förväxlas med kantmusseron (T. sejunctum) eller gallmusseron (T. virgatum). Den förra är svagt giftig och oätlig och har ett bittert smakande kött.

## Matsvamp
Som matsvamp kan streckmusseronen stekas, stuvas, användas i soppor eller läggas in. Svampen kan användas för sig eller i blandas med andra svampar.